# Hartwig Löger
Hartwig Löger, né le 15 juillet 1965 à Selzthal (Styrie), est un homme d'État autrichien. Membre du Parti populaire autrichien (ÖVP), il est chancelier fédéral par intérim du 28 mai au 3 juin 2019, à la suite de la destitution de Sebastian Kurz par une motion de censure le même jour.
Il est ministre fédéral des Finances du 18 décembre 2017 au 3 juin 2019 et vice-chancelier dans le premier gouvernement de Sebastian Kurz du 22 au 28 mai 2019.

## Biographie
Hartwig Löger naît le 15 juillet 1965 à Selzthal. De 1987 à 1988, il étudie l'économie des assurances à l'université des sciences économiques de Vienne. De 1999 à 2001, il étudie la gestion à l'université de Saint-Gall.
Il commence à travailler chez Allianz jusqu'en 1996 en tant que directeur commercial pour la région Styrie, puis jusqu'en 1997 en tant qu'assistant à la direction du Grazer Wechselseitige. Jusqu'en 2002, il est directeur commercial chez Donau Versicherung AG. De 2002 à 2017, Hartwig Löger travaille pour le groupe d'assurances Uniqa. À partir de 2011, il siège au conseil d'administration du groupe et est président-directeur général pour l'Autriche.
Il est ministre fédéral des Finances à partir du 18 décembre 2017 au nom du Parti populaire autrichien (ÖVP).
Le 27 mai 2019, une motion de censure déposée par les écologistes de JETZT – Liste Pilz obtient le soutien du Parti de la liberté d'Autriche (FPÖ) et du Parti social-démocrate d'Autriche (SPÖ) pour renverser le gouvernement Kurz I, ce qui permet son adoption,. Devenu vice-chancelier le 22 mai en remplacement du démissionnaire Heinz-Christian Strache du FPÖ, Hartwig Löger assure l'intérim à la chancellerie dès le lendemain. Il quitte immédiatement ses fonctions de vice-chancelier. Le 30 mai, la présidente de la Cour constitutionnelle, Brigitte Bierlein, est chargée par le président fédéral Van der Bellen de former un gouvernement de technocrates jusqu'aux prochaines élections législatives. Hartwig Löger quitte la chancellerie et le ministère des Finances le 3 juin 2019.